# Legge della soppressione del potenziale radicale
La legge di soppressione del potenziale radicale è un'idea che è stata descritta per la prima volta da Brian Winston nel suo libro, Misunderstanding Media. Secondo quanto affermato dalla legge, quando viene scoperta una nuova tecnologia di comunicazione, il suo sviluppo viene ostacolato dall'influenza di istituzioni e meccanismi sociali preesistenti.
Winston illustra come la sua legge possa essere usata come modello per descrivere il ciclo vitale di molte tecnologie comunicative. Il suo pensiero è diretto contro il determinismo tecnologico, propone invece che il comportamento emergente di nuovi mezzi di comunicazione e nuove tecnologie sia mediato e controllato dalla società. Secondo Winston il sopraggiungere di una necessità sociale determina il bisogno ed il conseguente sviluppo di una particolare tecnologia, tuttavia questa verrà integrata nello status quo anziché apportargli modifiche sostanziali.
Winston ha sviluppato il suo modello sul cambiamento tecnologico in particolare nei libri Technologies of Seeing: Photography, Cinematography and Television (1997) e Media Technology and Society: A History: From the Telegraph to the Internet (1998; pubblicato sui Kindle nel 2007)